# Йордан, Филип
Филип Йордан (англ. Philip Yordan) (1 апреля 1914 — 24 марта 2003) — американский киносценарист и продюсер, пик карьеры которого пришёлся на период 1940-60-х годов.
«Поразительно творческий и загадочный человек», Йордан завоевал репутацию в Голливуде в 1940-е годы «своим умением сочинять сценарии и предлагать интересные сюжеты, а позднее стал известен способностью доводить до законченной формы чужие сценарии, а также своей продюсерской деятельностью».
В начале карьеры Йордан писал сценарии таких захватывающих фильмов нуар, как например «Когда незнакомцы женятся» (1944), «Дом незнакомцев» (1949) и «Детективная история» (1951), а также двух тонких умных вестернов «Джонни Гитара» и «Сломанное копьё» (оба — 1954). Работая со середины 1950-х годов как сценарист и продюсер, он участвовал в создании признанных фильмов нуар «Большой ансамбль» (1955) и «Тем тяжелее падение» (1956), вестернов «Человек из Ларами» (1955) и «День преступника» (1959), а также военной драмы «Люди на войне» (1957). В 1960-е годы Йордан стал известен серией поставленных в Испании «перегруженных звёздами помпезных исторических фантасмагорий», таких как «Эль Сид» (1961), «Царь царей» (1961), «Падение Римской империи» (1964) и «Битва в Арденнах» (1965).
В 1950-е годы в период маккартистской охоты на ведьм в Голливуде Йордан ставил своё имя под сценариями, написанными авторами, попавшими в чёрный список. В 1990-е годы авторство многим подлинным авторам было официально возвращено.
В 1955 году Йордан завоевал Оскар за лучший сценарий вестерна «Сломанное копьё» (1954), который был римейком фильма нуар «Дом незнакомцев» (1949), сценарий которого также написал Йордан. Кроме того, Йордан ещё дважды был номинирован на Оскар за лучшие сценарии фильмов «Диллинджер» (1945) и «Детективная история» (1951). В 1952 году фильм «Детективная история» принёс Йордану вместе с соавторами Робертом Уайлером и Сидни Кингсли (автором изначальной пьесы) премию Эдгар за лучший киносценарий, а также номинацию на премию Гильдии сценаристов США (вместе с Робертом Уайлером).

## Ранние годы
Филипп Йордан родился 1 апреля 1914 года в Чикаго, США, в семье эмигрантов из Польши. Он окончил Университет Иллинойса и Юридический колледж Чикаго-Кент, однако затем предпочёл работу в театре.
В 1941 году режиссёр Уильям Дитерле, увидев в театре первую пьесу Йордана «Теперь в любой день», пригласил молодого драматурга в Голливуд написать сценарий для его джазового мюзикла «Синкопа».

## Работа в Голливуде (1941—1953)
Хотя Йордан дебютировал в кино в 1941 году, приняв участие (без указания в титрах) в написании сценария фэнтези-мелодрамы Уильяма Дитерле «Дьявол и Даниэл Уэбстер» (1941), первым упоминанием Йордана в титрах стала музыкальная комедия Дитерле «Синкопа» (1942).
В 1943 году Йордан начал сотрудничество с продюсерской компанией King Brothers Productions, написав для неё в течение десяти лет сценарии восьми фильмов (дистрибутором большинства этих фильмов была студия «Монограм пикчерс», которая специализировалась на вестернах и детективных картинах категории В). Вслед за скромной криминальной драмой Курта Нойманна «Неизвестный гость» (1943) последовали нуар «Когда незнакомцы женятся» (1944), романтическая комедия военного времени «Джонни здесь больше не живёт» (1944), гангстерский нуар «Диллинджер» (1945) и нуар «Саспенс» (1946).
Первым успехом Йордана в качестве сценариста стал «отличный нуар Уильяма Касла „Когда незнакомцы женятся“ (1944) с Робертом Митчемом в его первой значимой роли». За ним последовала «одна из его лучших работ того времени», напряжённый гангстерский нуар режиссёра Макса Носсека «Диллинджер» (1945) с Лоуренсом Тирни в главной роли, «выдающийся по откровенности и жестокости рассказ о карьере знаменитого преступника», который принёс Йордану первую номинацию на Оскар за лучший оригинальный сценарий. Фильм нуар Фрэнка Таттла «Саспенс» (1946), рассказывающий о трагическом любовном треугольнике, включавшем владельца ледового ревю, его жену и главную звезду и главного менеджера, «стал самым дорогим фильмом в истории компании „Монограм пикчерс“».
Йордан также написал нуаровый триллер «Полустанок» (1946), главную роль в котором сыграла «многообещающая Ава Гарднер, одна из многих красавиц, с которыми у него были романы». Фильм рассказывает о возврающейся в небольшой городок молодой красавице, за внимание которой вступают в борьбу два непримиримых соперника (их роли исполняют Джордж Рафт и Том Конвей). Фильм был поставлен на независимой продюсерской компании Сеймура Небензала «Неро филмс» и добился финансового успеха. «Не снижая темпа работы, в том же году Йордан написал для „Неро фильмс“ Небензала сценарий фильма нуар „Погоня“ (1946)». В основу сценария был положен роман знаменитого криминального писателя Корнелла Вулрича, в котором рассказывалось о мафиози из Майами (Стив Кокран), от которого хочет сбежать его красивая жена (Мишель Морган), вовлекая с помощью своих чар в помощники шофёра мужа (Роберт Каммингс). Фильм памятен длительным эпизодом кошмара Каммингса, создавающим в фильме параллельный сюжет.
В 1944 году на Бродвее была поставлена пьеса Йордана «Анна Лукаста». Изначально пьеса была написана о польско-американской семье, однако белые театры отказались ставить пьесу. Тогда Йордан предложил пьесу Американскому негритянскому театру (American Negro Theatre), переписав сюжет под полностью чёрный состав исполнителей. В таком виде пьеса выдержала более 950 представлений, и породила две киноверсии.
В 1949 году Йордан создал продюсерскую компанию «Секьюрити пикчерс» и совместно с «Коламбиа пикчерс» стал продюсером первой из двух экранизаций «Анны Лукасты» (1949). «По причине остроты расового вопроса и действовавших в то время законов о расовой сегрегации, было невозможно снимать пьесу так, как она была написана или первоначально поставлена на сцене». И потому Йордан в сотрудничестве с драматургом Артуром Лорентцом снова превратил персонажей в белых польских эмигрантов, а на главные роли пригласил Полетт Годдар, Бродерика Кроуфорда и Оскара Хомолку. Фильм рассказывает о девушке из бедной семьи, которую отец-алкоголик выбрасывает на улицу, фактически толкая её на занятия проституцией, а когда девушка начинает вызывать интерес у мужчин, семья решает выдать её за богатого фермера, который бы их обеспечивал. В 1958 году, уже в других исторических условиях, был поставлен римейк фильма, на этот раз, как и в изначальной бродвейской постановке, с полностью чёрным актёрским составом.
Позднее в том же году Йордан снова работал с братьями Кинг и с Куртом Нойманном над вестерном «Негодяи из Тумстоуна» (1949), а затем был соавтором сценария исторического триллера «Господство террора» (1949), действие которого происходит «среди кровопролития, которое последовало сразу после Великой французской революции». Фильм был поставлен продюсерской компанией Уолтера Вагнера, режиссёром был Энтони Манн, а главные роли исполнили Роберт Каммингс и Ричард Бейсхарт (он сыграл Робеспьера).
В 1949 году Йордан пришёл на студию «Двадцатый век Фокс», для которой написал по роману Джерома Вейдмана сценарий фильма нуар «Дом незнакомцев» (1949). Поставленный режиссёром Джозефом Манкевичем, фильм рассказывал об итальянском полулегальном финансисте в Нью-Йорке (Эдвард Г. Робинсон), сыновья которого забирают у отца его бизнес, одновременно переводя его на современную основу. Сына, который остаётся верен отцу, сыграл Ричард Конте, а его подругу — Сьюзен Хейворд. Режиссёр Манкевич утверждал, что он «выбросил из фильма весь текст Йордана», однако когда Гильдия сценаристов предложила ему разделить авторство сценария с Йорданом, он отказался.
В 1950 году на студии «Двадцатый век Фокс» вышло два заметных фильма нуар — «Выхода нет» Джозефа Манкевича о расизме в американских городах (главные роли сыграли Ричард Уидмарк и Сидни Пуатье), а триллер Элии Казана о предотвращении эпидемии «Паника на улицах» (вновь с Уидмарком). Хотя Йордан не писал сценарии этих фильмов, он тем не менее внёс некоторые важные идеи в их написание. «В 1950-е годы Йордан периодически возвращался на „Фокс“, однако он редко оставался надолго на одной студии».
В том же году для продюсерской компании Сэмюэла Голдвина Йордан написал сценарий «религиозного» фильма нуар Марка Робсона «Край гибели» (1950) с Дэной Эндрюсом и Фарли Грейнджером в главных ролях. Продюсеры остались недовольны первоначальной версией картины и пригласили признанных сценаристов Бена Хехта и Чарльза Брэкетта для доработки сценария, однако фильм всё равно не имел успеха.
В 1951 году по успешной бродвейской пьесе Сидни Кингсли Йордан (в сотрудничестве с Робертом Уайлером) написал сценарий нуаровой драмы «Детективная история», действие которой практически полностью протекает в нью-йоркском полицейском участке. Поставленный на студии «Парамаунт» режиссёром Уильямом Уайлером с Кирком Дугласом в главной роли, фильм имел большой успех и был номинирован на четыре Оскара, включая Оскар за лучший сценарий (для Йордана это была вторая номинация). Затем для студии «Парамаунт» Йордан (совместно с Харольдом Келлоком) написал сценарий биографической драмы об известном иллюзионисте «Гудини» (1953). Фильм поставил режиссёр Джордж Маршалл, главные роли исполнили Тони Кёртис и Джанет Ли.

## Деятельность в эпоху действия чёрного списка Голливуда (1954—1958)
С наступлением маккартизма на рубеже 1940—1950-х годов в Голливуде появился чёрный список, оставивший без работы тысячи людей различных кинематографических специальностей. Некоторые из сценаристов вскоре нашли возможность работать при содействии Йордана. «Хотя Йордан сам был плодовитым сценаристом, он стал часто выступать в качестве подставного лица для своих друзей и других сценаристов, которые были внесены в голливудский чёрный список и не могли работать там под собственным именем».
Началась «скрытая, неоднозначная сторона карьеры Йордана». В эти годы он «проживал в Париже, где цокольный этаж его роскошного дома часто был полон внесёнными в чёрный список писателями, штампующими киносценарии».
«Йордан был „подставным лицом“, возможно, в десятках случаев, платя авторам долю от получаемых им гонораров за их сценарии, под которыми он ставил своё имя». Хотя работу выполнили другие люди, Йордан указывался в титрах фильмов как сценарист. «Имя Йордана указано в качестве сценариста десятков голливудских фильмов, но за его именем часто скрывались те сценаристы-черносписочники, которые не имели возможности официально работать в период маккартизма».
Лишь несколько десятилетий спустя Гильдия сценаристов начала разбираться с истинным авторством многих сценариев, в том числе, приписанных Йордану. В частности, было установлено, что Йордан выступал подставным лицом сценариста Бена Мэддоу как минимум на пяти фильмах. Среди них чрезвычайно успешный психологический вестерн Николаса Рэя «Джонни Гитара» (1954) с Джоан Кроуфорд и Стерлингом Хэйденом (фильм выпущен на студии «Рипаблик») и приключенческий триллер Байрона Хэскина «Обнажённые джунгли» (1954) о нашествии гигантских муравьёв в Южной Америке с Чарльтоном Хестоном и Элинор Паркер (студия «Парамаунт»). Хотя Мэддоу утверждал, что он написал сценарий «Джонни Гитара», Йордан настаивал на том, что окончательная версия принадлежала ему. Другими фильмами, приписанными Йордану, в отношении которых было восстановлено авторство Мэддоу, были суровая военная драма Энтони Манна «Люди на войне» (1957) с Робертом Райаном и Алдо Рэем («Секьюрити пикчерс»), мелодрама Мартина Ритта «Калифорнийские семьи» (1957) с Джоан Вудворд («Двадцатый век Фокс»), вестерн Роя Роулэнда «Слава оружия» (1957, студия «Метро-Голдвин-Майер») и ещё один фильм Манна с участием Райана и Рэя, на этот раз драма-комедия из фермерской жизни «Богова делянка» (1958) по роману Эрскина Колдуэлла («Секьюрити пикчерс»).

## Продолжение карьеры (1954—1959)
В 1955 году Йордан получил свой единственный Оскар как автор истории вестерна «Сломанное копьё» (1954). Для этого фильма он переписал свой же сценарий нуара «Дом незнакомцев», при этом заметно усилил сюжетное сходство с «Королём Лиром» Шекспира. Фильм был поставлен режиссёром Эдвардом Дмитриком на студии «Двадцатый век Фокс», главные роли исполнили Спенсер Трейси, Роберт Вагнер, Джин Питерс и Ричард Уидмарк.
Год спустя Йордан написал сценарии «двух великолепных жёстких фильмов» — «Человек из Ларами» и «Большой ансамбль». Вестерн Энтони Манна «Человек из Ларами» (1955) был поставлен на студии «Коламбиа», главные роли исполнили Джеймс Стюарт и Артур Кеннеди. Фильм нуар Джозефа Х. Льюиса «Большой ансамбль» (1955) был произведён продюсерской компанией Йордана «Секьюрити пикчерс». Фильм рассказывал о противостоянии двух сильных персонажей — философствующего гангстера (Ричард Конте) и одержимого лейтенанта полиции (Корнел Уайлд), которые ведут друг с другом многолетнюю борьбу, усиливающуюся страстью к одной женщине (Джин Уоллес).
Вслед за этим на студии «Коламбиа» вышел один из лучших фильмов по сценарию Йордана (написанному по книге Бадда Шульберга), спортивный нуар Марка Робсона «Тем тяжелее падение» (1956) с Хамфри Богартом и Родом Стайгером в главных ролях, который раскрывал криминальную изнанку профессионального бокса. Йордан стал также продюсером этого фильма, это был его второй опыт продюсерской работы после драмы «Анна Лукаста» (1948).
Во второй половине 1950-х годов Йордан участвовал в создании нескольких малых фильмов. В 1957—1958 годах возрождённая компания Йордана «Секьюрити пикчерс» выпустила криминальные драмы «Четыре парня и оружие» и «Улица грешников» (оба — 1957) с участием Джорджа Монтгомери и Джеральдин Пейдж, военную драму «Люди на войне» (1957), мелодраму «Островитянка» (1958) с Мэри Виндзор и Винсом Эдвардсом и драму-комедию «Богова делянка» (1958). Во всех случаях Йордан выступал как соавтор сценария, а на «Боговой делянке» он был подставным лицом для сценариста Бена Мэддоу.
В 1958 году на студии «Двадцатый век Фокс» вышло два фильма, где Йордан был соавтором сценария — крупномасштабный вестерн Генри Кинга «Бравадос» (1958) с участием Грегори Пека и Джоан Коллинз и вестерн Гордона Дугласа «Злодей, который шёл на Запад», который был римейком успешного фильма нуар «Поцелуй смерти» (1947). Год спустя на «Секьюрити пикчерс» Йордана вышел получивший высокую оценку вестерн Андре де Тота «День преступника» (1959) с Робертом Райаном в главной роли, Йордан был также сценаристом фильма.
После неудачных картин — мелодрамы «Терновый куст» (1960) с Ричардом Бёртоном и Энджи Дикинсон и социальной драмы «Стадс Лониган» (1960) по трилогии Джеймса Т. Фаррелла — Йордан решил продолжить карьеру в Европе.

## Карьера в Испании (1961—1969)
В 1961 году Йордан перебрался в Испанию, где начал работать с независимой продюсерской компанией Сэмюэла Бронстона в качестве сценариста и продюсера. Вместе с Бронстоном Йордан сделал в Испании пять фильмов. Первыми стали библейская история Николаса Рэя «Царь царей» (1961) и историческая военная драма режиссёра Энтони Манна «Эль Сид» (1961) с Чарльтоном Хестоном и Софи Лорен. Вслед за ними последовали исторический экшн Рэя «55 дней в Пекине» (1963) с Хестоном, Авой Гарднер и Дэвидом Найвеном, историческая драма Манна «Падение Римской империи» (1964) и, наконец, цирковая мелодрама Генри Хэтэуэя «Мир цирка» (1964) с Джоном Уэйном, Ритой Хейворт и Клаудией Кардинале, где Йордан был автором идеи фильма. Хотя официально Йордан писал (или писал в соавторстве) сценарии этих фильмов, однако фактически Йордан в значительной степени занимался повседневными продюсерскими делами, работая как неформальный ассистент Бронстона. Йордан также привлёк в качестве авторов двух голливудских сценаристов, включённых в чёрный список — Бернарда Гордона и Джулиана Зимета.
«Бесспорно то, что Йордан действительно написал сценарий фильма „Король королей“ (1961), хотя не указанный в титрах Рэй Бредбери написал финальный монолог Христа и текст закадрового повествования, которое ведёт Орсон Уэллс». Сценарий фильма «Эль Сид» (1961) предположительно был написан Беном Барцманом, который изначально не был указан в титрах по причине его включения его в чёрный список. Йордан до последнего настаивал на сохранении своего имени в качестве автора сценария этой картины. Тем не менее, в итоге Бен Барцман был внесён в титры как соавтор фильма. Барцман также работал (без указания в титрах) над сценариями фильмов «55 дней в Пекине» (1963) и «Падение Римской империи» (1964).
В период своей бурной деятельности в Испании Йордан вновь активизировал свою компанию «Секьюрити пикчерс», которая сняла в Испании и Англии фантастический фильм режиссёра Стива Секели по роману Джона Уиндэма «День триффидов» (1962), «который стал культовым хитом». Изначально в качестве сценариста фильма был указан Йордан, однако позднее в титры было добавлено имя Гордона (его имя было добавлено также в титры фильма «55 дней в Пекине»). В 1964 году Йордан в качестве продюсера и сценариста поставил на «Секьюрити продакшнс» военную драму «Тонкая красная линия» (1964), съёмки картины проходили в Испании, сценаристом был указан Гордон, режиссёром был Эндрю Мортон, а главную роль исполнил Кир Дуллей. В 1965 году Йордан также продюсировал на студии «Секьюрити» фантастический триллер «Разлом земной коры» (1965). Вновь съёмки проводились в Испании, и режиссёром был Эндрю Мортон. Главные роли на этот раз исполнили Дэна Эндрюс, Джанетт Скотт и Кирон Мур (двое последних сыграли также главные роли в фильме «День трифифдов»).
После банкротства продюсерской фирмы Бронстона в 1965 году Йордан продюсерировал снимавшуюся в Испании эпическую военную драму студии «Уорнер бразерс» «Битва в Арденнах» (1965) с участием Генри Фонды, Роберта Шоу, Роберта Райана и Дэны Эндрюса. Указав своё имя в качестве сценариста фильма, Йордан новь выступил прикрытием для Гордона, который был его реальным автором.
Позднее Йордан стал продюсером ещё одного снятого в Испании раздутого крупнобюджетного исторического эпика «Кастер с Запада» (1968), который режиссёр Роберт Сиодмак поставил для студии «Секьюрити пикчерс». «При работе над фильмом Йордан позволил сценаристам Бернарду Гордону и Джулиану Зимету (также внесённому в чёрный список) дать индейцам моральное превосходство, и сделать американского генерала Кастера (Роберт Шоу) антигероем», что было уникальным событием для американского кино того времени.
Год спустя Йордан выступил продюсером и автором сценария исторического фильма «Королевская охота за солнцем» (1969), для которого он переложил одноимённую пьесу Питера Шеффера об экспедиции Франсиско Писсаро (его сыграл Роберт Шоу) в Империю Инков в 16 веке и о его отношениях с вождём инков Атауальпой (Кристофер Пламмер). Фильм продюсировала компания «Секьюрити пикчерс», съёмки проводились в Испании и Перу режиссёром Ирвингом Лернером.

## Завершающий этап карьеры (1970—1992)
«В 1970-е годы удача покинула Йордана». После поставленного по его сценарию испанского комедийного вестерна «Река негодяя» (1971) с участием Ли Ван Клифа, Джеймса Мейсона и Джины Лолобриджиды, стало ясно, что «у него нет перспектив для постановки такого рода картин в Европе, и он больше не мог собрать достаточное международное финансирование для их постановки».
После этого Йордан на несколько лет ушёл из шоу-бизнеса. Вернувшись в США, в 1977 году Йордан вновь обратился к сотрудничеству с продюсером Сэмюэлом Бронстоном, став сценаристом и исполнительным продюсером биографической драмы «Бригам» (1977) о жизни и деятельности лидера религиозного движения мормонов Бригама Янга.
«В начале 1980-х годов Йордан написал сценарии пары неудачных фильмов, а в конце десятилетия вновь вернулся в продюсерство с семейным приключенческим фэнтези „Зов дикой природы“ (1987)», где также был автором сценария. В конце 1980-х годов Йордан написал сценарии таких низкокачественных фильмов ужасов, как «Поезд страха» (1985), «Кровавая среда» (1987), «Слуга дьявола» (1988) и «Мэрилин жива и в заточении» (1992). «К этому времени звёздный час Йордана уже очевидно прошёл».

## Частная жизнь и смерть
По словам Бернарда Гордона, Йордан «носил тяжёлые очки и всё время щурился, но подавал себя исключительно хорошо. Что женщины находили в нём привлекательного? Я могу только предполагать, что дело не просто в том, что он был богатым и влиятельным человеком. Он был человеком, который твёрдо знал, что он хочет. В нём была сила».
Йордан был женат четыре раза, у него было пятеро детей и двое внуков.
Филип Йордан умер 24 марта 2003 года в Ла-Холье, Калифорния, от рака поджелудочной железы.

## Фильмография

### Сценарист
- 1942 — Синкопа / Syncopation
- 1943 — Неизвестный гость / The Unknown Guest
- 1944 — Джонни здесь больше не живет / Johnny Doesn’t Live Here Any More
- 1944 — Когда незнакомцы женятся / When Strangers Marry
- 1945 — Диллинджер / Dillinger
- 1945 — Женщина, которая вернулась / Woman Who Came Back
- 1946 — Полустанок / Whistle Stop
- 1946 — Саспенс / Suspense
- 1946 — Погоня / The Chase
- 1949 — Негодяи из Тумстона / Bad Men of Tombstone
- 1949 — Дом незнакомцев / House of Strangers
- 1949 — Анна Лукаста / Anna Lucasta
- 1949 — Господство террора / Reign of Terror
- 1950 — Паника на улицах / Panic in the Streets (в титрах не указан)
- 1950 — Край гибели / Edge of Doom
- 1950 — Выхода нет / No Way Out (в титрах не указан)
- 1951 — Детективная история / Detective Story
- 1951 — Барабаны глубокого юга / Drums in the Deep South
- 1952 — Мятеж / Mutiny
- 1952 — Мара Мару / Mara Maru (история)
- 1953 — Гудини / Houdini
- 1953 — Дующий ветер / Blowing Wild
- 1953 — Сумасшествие / Man Crazy
- 1954 — Обнаженные джунгли / The Naked Jungle
- 1954 — Джонни Гитара / Johnny Guitar
- 1954 — Сломанное копьё / Broken Lance (история)
- 1954—1956 — Видеотеатр «Люкс» / Lux Video Theatre (телесериал, 2 эпизода)
- 1955 — Большой ансамбль / The Big Combo
- 1955 — Покорение космоса / Conquest of Space (адаптация)
- 1955 — Человек из Ларами / The Man from Laramie
- 1955 — Джо Макбет / Joe MacBeth
- 1955 — Последняя граница / The Last Frontier
- 1956 — Тем тяжелее падение / The Harder They Fall
- 1956 — Час «Двадцатого века Фокс» / The 20th Century-Fox Hour (телесериал, 1 эпизод)
- 1957 — Люди на войне / Men in War
- 1957 — Слава оружия / Gun Glory (роман)
- 1957 — Калифорнийские семьи / No Down Payment
- 1957 — Четверо мальчиков и оружие / Four Boys and a Gun
- 1957 — Улица грешников / Street of Sinners (история)
- 1958 — Бравадос / The Bravados
- 1958 — Островитянка / Island Women
- 1958 — Злодей, который шёл на Запад / The Fiend Who Walked the West
- 1958 — Богова делянка / God’s Little Acre
- 1958 — Анна Лукаста / Anna Lucasta
- 1959 — День преступника / Day of the Outlaw
- 1960 — Терновый куст / The Bramble Bush
- 1960 — Стадс Лониган / Studs Lonigan
- 1961 — Царь царей / King of Kings
- 1961 — Эль Сид / El Cid
- 1963 — День триффидов / The Day of the Triffids
- 1963 — 55 дней в Пекине / 55 Days at Peking
- 1964 — Падение Римской империи / The Fall of the Roman Empire
- 1964 — Мир цирка / Circus World
- 1965 — Битва в Арденнах / Battle of the Bulge
- 1969 — Королевская охота за солнцем / The Royal Hunt of the Sun
- 1971 — Крутой стрелок / Captain Apache
- 1971 — Река плохого человека / El hombre de Río Malo
- 1977 — Бригам / Brigham
- 1980 — Катаклизм / Cataclysm
- 1983 — Дикая поездка / Savage Journey (телефильм)
- 1984 — Карнавал дураков / The Dark Side to Love
- 1985 — Поезд страха / Night Train to Terror
- 1987 — Кровавая среда / Bloody Wednesday
- 1987 — Зов дикой природы / Cry Wilderness
- 1988 — Слуга дьявола / The Unholy
- 1992 — Мёртвые девушки не танцуют танго / Dead Girls Don’t Tango
- 1992 — Мэрилин жива и в заточении / Marilyn Alive and Behind Bars
- 1994 — С Джеком дела плохи / Too Bad About Jack

### Продюсер
- 1946 — Полустанок / Whistle Stop (ассоциированный продюсер)
- 1949 — Анна Лукаста / Anna Lucasta
- 1953 — Сумашествие / Man Crazy
- 1956 — Тем тяжелее падение / The Harder They Fall
- 1956 — Бурная вечеринка / The Wild Party
- 1959 — День преступника / Day of the Outlaw (в титрах не указан)
- 1960 — Стадс Лониган / Studs Lonigan
- 1963 — День триффидов / The Day of the Triffids (исполнительный продюсер)
- 1964 — Тонкая красная линия / The Thin Red Line
- 1965 — Разлом земной коры / Crack in the World (исполнительный продюсер)
- 1965 — Битва в Арденнах / Battle of the Bulge
- 1967 — Кастер с Запада / Custer of the West
- 1969 — Гибель на вулкане Кракатау / Krakatoa: East of Java (в титрах не указан)
- 1969 — Королевская охота за солнцем / The Royal Hunt of the Sun
- 1971 — Крутой стрелок / Captain Apache
- 1977 — Бригам / Brigham (исполнительный продюсер)
- 1983 — Дикая поездка / Savage Journey (телефильм)
- 1987 — Кровавая среда / Bloody Wednesday
- 1987 — Зов дикой природы / Cry Wilderness